# Пъдси
Пъдси (на английски: Pudsey) е град в община Лийдс, област Западен Йоркшър - Англия. Той е част от метрополиса наричан също Западен Йоркшър. Населението на града към 2001 година е 32 391 жители.

## География
Пъдси е разположен в северната част на една от най-урбанизираните територии в Обединеното кралство, заемаща четвърто място с населението си от 1 499 465 жители. Градът се намира точно по средата между двата най-големи града в графството - Лийдс и Брадфорд, сливайки се почти напълно с тях.
На около 6 километра южно от града, преминава Магистрала М62 по направлението изток-запад (Хъл-Лийдс-Манчестър-Ливърпул).

## Демография
Изменение на населението на града за период от две десетилетия 1981-2001 година:
| година    | 1981 | 1991   | 2001   |
| --------- | ---- | ------ | ------ |
| население | ---  | 31 636 | 32 391 |